# دي-دوبا
دي-دوبا (بالإنجليزية: D-DOPA)‏ أو (D-3,4-dihydroxyphenylalanine;dextrodopa) مركب كيميائي شبيه بالليفودوبا لكنه يعاكسه في اللاتناظر المرآتي. البادئتان -levo و -dextro تشيران إلى قدرة الجزيء على تدوير الضوء المستقطب في أحد اتجاهين. وحيث أن الليفودوبا معتدل الفعالية في علاج الشلل الرعاشي وخلل التوتر المستجيب للدوبامين ؛ الدي-دوبا حيويا غير فعال في علاج هذه الأمراض.